# Montenegro tại Thế vận hội
Montenegro lần đầu tiên tham dự Thế vận hội như một quốc gia độc lập vào năm 2008, tại Olympic Bắc Kinh.  Trước đó, các vận động viên (VĐV) Montenegro thi đấu theo đoàn Serbia và Montenegro vào năm 2004 trước đó nữa là đoàn thể thao Nam Tư.
Ủy ban Olympic quốc gia của Montenegro là Ủy ban Olympic Montenegro. Ủy ban này được thành lập năm 2006 và được công nhận bởi Ủy ban Olympic Quốc tế năm 2007.

## Quá trình tham gia
| Thời gian | Đoàn                    | Đoàn                    | Đoàn                       | Đoàn                                    | Đoàn                                            | Đoàn                                            | Đoàn                                            |
| --------- | ----------------------- | ----------------------- | -------------------------- | --------------------------------------- | ----------------------------------------------- | ----------------------------------------------- | ----------------------------------------------- |
| 1912      | như một phần của Áo     | như một phần của Áo     |                            |                                         | Serbia (SRB)                                    | Serbia (SRB)                                    |                                                 |
| 1920–1936 | Vương quốc Nam Tư (YUG) | Vương quốc Nam Tư (YUG) | Vương quốc Nam Tư (YUG)    | Vương quốc Nam Tư (YUG)                 | Vương quốc Nam Tư (YUG)                         | Vương quốc Nam Tư (YUG)                         | Vương quốc Nam Tư (YUG)                         |
| 1948–1988 | CHLBXHCN Nam Tư (YUG)   | CHLBXHCN Nam Tư (YUG)   | CHLBXHCN Nam Tư (YUG)      | CHLBXHCN Nam Tư (YUG)                   | CHLBXHCN Nam Tư (YUG)                           | CHLBXHCN Nam Tư (YUG)                           | CHLBXHCN Nam Tư (YUG)                           |
| 1992 W    | Croatia (CRO)           | Slovenia (SLO)          | CHLBXHCN Nam Tư (YUG)      | CHLBXHCN Nam Tư (YUG)                   | CHLBXHCN Nam Tư (YUG)                           | CHLBXHCN Nam Tư (YUG)                           | CHLBXHCN Nam Tư (YUG)                           |
| 1992 S    | Croatia (CRO)           | Slovenia (SLO)          | Bosna và Hercegovina (BIH) | Các đoàn tham gia Olympic độc lập (IOP) | Các đoàn tham gia Olympic độc lập (IOP)         | Các đoàn tham gia Olympic độc lập (IOP)         | Các đoàn tham gia Olympic độc lập (IOP)         |
| 1994      | Croatia (CRO)           | Slovenia (SLO)          | Bosna và Hercegovina (BIH) | bị LHQ cấm tham gia                     | bị LHQ cấm tham gia                             | bị LHQ cấm tham gia                             | bị LHQ cấm tham gia                             |
| 1996–2006 | Croatia (CRO)           | Slovenia (SLO)          | Bosna và Hercegovina (BIH) | Bắc Macedonia (MKD)                     | CHLB Nam Tư (YUG)/ · Serbia và Montenegro (SCG) | CHLB Nam Tư (YUG)/ · Serbia và Montenegro (SCG) | CHLB Nam Tư (YUG)/ · Serbia và Montenegro (SCG) |
| 2008–2014 | Croatia (CRO)           | Slovenia (SLO)          | Bosna và Hercegovina (BIH) | Bắc Macedonia (MKD)                     | Serbia (SRB)                                    | Serbia (SRB)                                    | Montenegro (MNE)                                |
| 2016–     | Croatia (CRO)           | Slovenia (SLO)          | Bosna và Hercegovina (BIH) | Bắc Macedonia (MKD)                     | Serbia (SRB)                                    | Kosovo (KOS)                                    | Montenegro (MNE)                                |

## Bảng huy chương
| Thế vận hội         | Số VĐV                                                   | Vàng                                                     | Bạc                                                      | Đồng                                                     | Tổng số                                                  | Xếp thứ                                                  |
| 1920–1988           | như một phần của Nam Tư (YUG)                            | như một phần của Nam Tư (YUG)                            | như một phần của Nam Tư (YUG)                            | như một phần của Nam Tư (YUG)                            | như một phần của Nam Tư (YUG)                            | như một phần của Nam Tư (YUG)                            |
| Barcelona 1992      | như một phần của Các đoàn tham gia Olympic độc lập (IOP) | như một phần của Các đoàn tham gia Olympic độc lập (IOP) | như một phần của Các đoàn tham gia Olympic độc lập (IOP) | như một phần của Các đoàn tham gia Olympic độc lập (IOP) | như một phần của Các đoàn tham gia Olympic độc lập (IOP) | như một phần của Các đoàn tham gia Olympic độc lập (IOP) |
| 1996–2004           | như một phần của Serbia và Montenegro (SCG)              | như một phần của Serbia và Montenegro (SCG)              | như một phần của Serbia và Montenegro (SCG)              | như một phần của Serbia và Montenegro (SCG)              | như một phần của Serbia và Montenegro (SCG)              | như một phần của Serbia và Montenegro (SCG)              |
| Bắc Kinh 2008       | 19                                                       | 0                                                        | 0                                                        | 0                                                        | 0                                                        | –                                                        |
| Luân Đôn 2012       | 34                                                       | 0                                                        | 1                                                        | 0                                                        | 1                                                        | 69                                                       |
| Rio de Janeiro 2016 | 34                                                       | 0                                                        | 0                                                        | 0                                                        | 0                                                        | –                                                        |
| Tokyo 2020          | 34                                                       | 0                                                        | 0                                                        | 0                                                        | 0                                                        | –                                                        |
| Paris 2024          | chưa diễn ra                                             |                                                          |                                                          |                                                          |                                                          |                                                          |
| Tổng số             | Tổng số                                                  | 0                                                        | 1                                                        | 0                                                        | 1                                                        | 132                                                      |

| Thế vận hội         | Số VĐV                                      | Vàng                                        | Bạc                                         | Đồng                                        | Tổng số                                     | Xếp thứ                                     |
| 1924–1992           | như một phần của Nam Tư (YUG)               | như một phần của Nam Tư (YUG)               | như một phần của Nam Tư (YUG)               | như một phần của Nam Tư (YUG)               | như một phần của Nam Tư (YUG)               | như một phần của Nam Tư (YUG)               |
| 1994–2006           | như một phần của Serbia và Montenegro (SCG) | như một phần của Serbia và Montenegro (SCG) | như một phần của Serbia và Montenegro (SCG) | như một phần của Serbia và Montenegro (SCG) | như một phần của Serbia và Montenegro (SCG) | như một phần của Serbia và Montenegro (SCG) |
| Vancouver 2010      | 1                                           | 0                                           | 0                                           | 0                                           | 0                                           | –                                           |
| Sochi 2014          | 2                                           | 0                                           | 0                                           | 0                                           | 0                                           | –                                           |
| Pyeongchang 2018    | 3                                           | 0                                           | 0                                           | 0                                           | 0                                           | –                                           |
| Bắc Kinh 2022       | 3                                           | 0                                           | 0                                           | 0                                           | 0                                           | -                                           |
| Milano–Cortina 2026 | chưa diễn ra                                | chưa diễn ra                                | chưa diễn ra                                | chưa diễn ra                                | chưa diễn ra                                | chưa diễn ra                                |
| Tổng số             | Tổng số                                     | 0                                           | 0                                           | 0                                           | 0                                           | –                                           |

### Huy chương theo môn
| Môn thi đấu        | Vàng | Bạc | Đồng | Tổng số |
| ------------------ | ---- | --- | ---- | ------- |
| Bóng ném           | 0    | 1   | 0    | 1       |
| Tổng số (1 đơn vị) | 0    | 1   | 0    | 1       |

## Các VĐV Olympic

### Thế vận hội Mùa hè
| Môn thi đấu | 2008 | 2012 | 2016 | 2020 | Số VĐV |
| ----------- | ---- | ---- | ---- | ---- | ------ |
| Điền kinh   | 2    | 2    | 2    | 2    | 8      |
| Quyền Anh   | 1    | 1    |      |      | 2      |
| Bóng ném    |      | 14   | 15   | 14   | 43     |
| Judo        | 1    | 1    | 1    | 1    | 4      |
| Thuyền buồm |      | 1    | 1    | 1    | 3      |
| Bắn súng    | 1    | 1    |      | 1    | 3      |
| Bơi lội     | 1    |      | 2    | 2    | 5      |
| Quần vợt    |      |      | 1    |      | 1      |
| Bóng nước   | 13   | 13   | 13   | 12   | 51     |

## VĐV giành huy chương
Tính đến ngày 11 tháng 08 năm 2012, Montenegro giành được huy chương Olympic đầu tiên với tư cách một quốc gia độc lập, với một huy chương bạc môn bóng ném nội dung nữ.
| Huy chương | Tên VĐV | Thế vận hội   | Môn      | Nội dung    |
| ---------- | --- | ------------- | -------- | ----------- |
| Bạc        | Montenegro đội tuyển bóng ném quốc gia nữ - Sonja Barjaktarović - Anđela Bulatović - Katarina Bulatović - Ana Đokić - Marija Jovanović - Milena Knežević - Suzana Lazović - Majda Mehmedović - Radmila Miljanić - Bojana Popović - Jovanka Radičević - Ana Radović - Maja Savić - Jasna Tošković - Marina Vukčević | Luân Đôn 2012 | Bóng ném | Vòng đấu nữ |

Trước Thế vận hội năm 2012, một vài VĐV đến từ Cộng hòa Xã hội chủ nghĩa Montenegro và Cộng hòa Montenegro cũng từng giành được huy chương Olympic ở năm môn thi đấu nhưng thuộc các đoàn Nam Tư và Serbia và Montenegro.
| Huy chương | Thế vận hội           | Môn thi đấu | Đội | Tên VĐV                                                         |
| Bạc        | Helsinki 1952         | Bóng nước   | Nam | Boško Vuksanović                                                |
| Bạc        | Melbourne 1956        | Bóng đá     | Nam | Nikola Radović                                                  |
| Bạc        | Melbourne 1956        | Bóng nước   | Nam | Boško Vuksanović                                                |
| Bạc        | Tokyo 1964            | Bóng nước   | Nam | Boris Čukvas, Milan Muškatirović, Božidar Stanišić              |
| Vàng       | Thành phố México 1968 | Bóng nước   | Nam | Dejan Dabović, Đorđe Perišić                                    |
| Bạc        | Montréal 1976         | Bóng rổ     | Nam | Žarko Varajić, Rajko Žižić                                      |
| Vàng       | Moskva 1980           | Bóng rổ     | Nam | Ratko Radovanović, Rajko Žižić                                  |
| Bạc        | Moskva 1980           | Bóng nước   | Nam | Milivoj Bebić, Zoran Gopčević, Milorad Krivokapić, Zoran Mustur |
| Vàng       | Los Angeles 1984      | Bóng ném    | Nữ  | Svetlana Mugoša, Ljiljana Mugoša, Zorica Pavićević              |
| Vàng       | Los Angeles 1984      | Bóng ném    | Nam | Veselin Vujović                                                 |
| Vàng       | Los Angeles 1984      | Bóng nước   | Nam | Milorad Krivokapić, Andrija Popović                             |
| Đồng       | Los Angeles 1984      | Bóng rổ     | Nam | Ratko Radovanović, Rajko Žižić                                  |
| Đồng       | Los Angeles 1984      | Bóng đá     | Nam | Ljubomir Radanović                                              |
| Vàng       | Seoul 1988            | Bóng nước   | Nam | Igor Gočanin, Mirko Vičević                                     |
| Bạc        | Seoul 1988            | Bóng rổ     | Nam | Zdravko Radulović, Žarko Paspalj                                |
| Đồng       | Seoul 1988            | Bóng ném    | Nam | Veselin Vujović                                                 |
| Bạc        | Atlanta 1996          | Bóng rổ     | Nam | Žarko Paspalj                                                   |
| Đồng       | Atlanta 1996          | Bóng chuyền | Nam | Goran Vujević, Vladimir Batez                                   |
| Vàng       | Sydney 2000           | Bóng chuyền | Nam | Goran Vujević, Igor Vušurović, Vladimir Batez                   |
| Đồng       | Sydney 2000           | Bóng nước   | Nam | Veljko Uskoković, Nenad Vukanić                                 |
| Bạc        | Athens 2004           | Bóng nước   | Nam | Vladimir Gojković, Predrag Jokić                                |